# Schloßmühle (Murrhardt)
Schloßmühle ist eine stillgelegte Wassermühle und ein Wohnplatz der Stadt Murrhardt im baden-württembergischen Rems-Murr-Kreis.

## Lage
Der Wohnplatz mit fünf Gebäuden steht etwa 5,5 Kilometer südöstlich des Stadtzentrums von Murrhardt in der Gemarkung des Stadtteils Kirchenkirnberg rechtsseits des Otterbachs. Umliegende Ortschaften sind Mettelbach (mit Ober- und Untermettelbach) nahe im Norden, die Mettelberger Mühle nahe im Süden, beide ebenfalls am Otterbach, und der Weiler Mettelberg im Westen auf dem Höhenzug linksseits des Otterbachtales.

## Geschichte
Eventuell ist die Schloßmühle identisch mit der 1625 von Claus Stiefel aus Fornsbach erbauten Mahlmühle am Mettelbach. Gesichert ist, dass die Schloßmühle ab 1728 von Adam Kugler vom Schloßhof neu erbaut wurde. Daher hat die Mühle auch nichts mit einem Schloss zu tun. Um 1908 hatte die Mühle eine Leistung von 5 PS. Die Anlage war als Getreidemühle noch bis zum Tode des letzten Müllermeisters Karl Kunz im Jahre 1955 in Betrieb. In den 1980er Jahren wurde die Mühle an ein Arztehepaar verkauft, welches die Mühle renovierte. Bei der Sanierung wurde auch ein gebraucht erworbenes Wasserrad eingebaut, das jedoch nichts mehr antreibt. Der Mühlkanal ist weitgehend verlandet. 
Das Mühlgehöft mit ehemaligem Mühlkanal und Sandsteinbrücke über den Otterbach sind als Sachgesamtheit nach § 2 Denkmalschutzgesetz geschützt.

### Einwohnerentwicklung
- 1845: 7 Einwohner (alle evangelischer Konfession)[1]